# F-Secure
 (février 2021).
F-Secure Corporation (anciennement Data Fellows) est une entreprise spécialisée en cyber sécurité et protection de la vie privée, fondée en 1988. Son siège est situé à Helsinki, en Finlande. L’entreprise dispose de près de 30 bureaux à travers le monde et équipe plus de 200 fournisseurs d'accès Internet dans le monde
.
Le laboratoire F-Secure, quant à lui, est à la fois localisé en Finlande, à Helsinki, et à Kuala Lumpur, en Malaisie. F-Secure travaille en partenariat avec plus de 200 opérateurs et propose ses services à plusieurs millions de clients. F-Secure Corporation est publiquement cotée en Bourse au sein de l'OMX Helsinki, sous le libellé FSC1V.
Le weblog du laboratoire F-Secure suit les évolutions des menaces informatiques affectant ordinateurs et mobiles à travers le monde.

## Histoire
L’entreprise F-Secure, créée en 1988 par Petri Allas et Risto Siilasmaa, voit d’abord le jour sous le nom de Data Fellows. À cette époque, l’entreprise teste les ordinateurs et établit des bases de données personnalisées. Trois ans après sa création, elle lance son premier projet de développement logiciel et crée le premier scanner heuristique pour anti-virus. Le premier anti-virus F-Secure pour PC Windows est lancé un peu plus tard, en 1994.
En 1999, Data Fellows est rebaptisé F-Secure.
En 2005, F-Secure est la première entreprise à développer une technologie anti-rootkit, avec son outil BlackLight.
En juillet 2009, F-Secure fait l’acquisition de Steek, une entreprise française spécialisée dans le stockage de fichiers en ligne et les services de sauvegardes.
En 2010, AV-Comparatives décerne à F-Secure Internet Security le prix de la meilleure solution de protection informatique : durant les évaluations AV-Comparatives, F-Secure Internet Security a été l’outil produisant le moins de faux-positifs. F-Secure se positionne devant d'autres entreprises de sécurité informatique, comme Panda Security (98).
F-Secure Protection Service for Business et F-Secure SAFE reçoivent le prix « Best Protection 2018 » , décerné par AV-TEST, expert indépendant (évaluation de logiciels de cyber protection destinés aux entreprises et particuliers).
Le 17 février 2022, F-Secure a annoncé la scission de ses activités entreprises et grand public. Parallèlement à la scission, la société a été renommée WithSecure Corporation ("WithSecure").
L'activité de sécurité grand public devait être transférée dans une nouvelle société indépendante et continuer à utiliser le nom de F-Secure Corporation. La scission est entrée en vigueur le 1er juillet 2022, lorsque F-Secure a été cotée au Nasdaq Helsinki et que l'entreprise a été complètement séparée de WithSecure.

## Actionnariat
Cinq des principaux actionnaires de F-Secure au 30 juin 2019 sont:
| Actionnaire                                 | Actions % |
| ------------------------------------------- | --------- |
| 1. Risto Siilasmaa                          | 37,78 %   |
| 2. Sijoitusrahasto Nordea Nordic Small Cap  | 6,02 %    |
| 3. Mandatum Henkivakuutusosakeyhtiö         | 4,42 %    |
| 4. Keskinäinen Työeläkevakuutusyhtiö Elo    | 4,09 %    |
| 5. Keskinäinen Eläkevakuutusyhtiö Ilmarinen | 2,82 %    |